# 圣克莱门泰
圣克莱门泰（義大利語：San Clemente），是意大利里米尼省的一个市镇。总面积20平方公里，人口5002人，人口密度250.1人/平方公里（2009年）。ISTAT代码为099016。